# Center, Maribor
Maribor-Center je predel mesta in tudi oziroma mestna četrt, ki pokriva osrednji del Maribora, na levem bregu Drave do Mestnega parka na severu. V centru imajo sedež vse najpomembnejše politične, upravne in kulturne institucije v mestu. Ozemeljsko je ta četrt najbolj razvejena med vsemi mariborkimi četrtmi. Vključuje okolico Rotovža, staro mestno jedro Lent ob Dravi in športni park Ljudski vrt s stadionom, kot tudi nekaj samostojnih naselij oz. severnega (Za Kalvarijo, Ribniško selo, Vinarje) in vzhodnega mariborskega obmestja, ki vključuje Košake skupaj z Orešjem, Meljem in Meljskim hribom. Vanjo se v sredini s severa "zajeda" Mestna četrt Ivan Cankar.  